# Mary Seton
Mary Seton, född 1549, död 1615, var en skotsk hovfunktionär. Hon var hovdam till Skottlands drottning Maria Stuart och är känd i historien som en av de "Fyra Mariorna".   
Hon var dotter till George Seton, 6th Lord Seton, och fransyskan Marie Pieris. Hennes mor var hovdam till Skottlands franska drottning Maria av Guise. 
Hon var en av de fyra adliga flickor som valdes ut från prominenta skotska familjer av Maria av Guise till sällskap och hovdamer åt den sexåriga Maria Stuart, då denna sändes till Frankrike i augusti 1548. Dessa fyra adelsflickor var: Mary Beaton, Mary Seton, Mary Fleming och Mary Livingston. Då de alla (liksom för övrigt Maria Stuart själv) hette Mary, kallades de populärt för The Four Marys ("De fyra Mariorna"), och är kända som sådana i historien. Efter ankomsten till Frankrike skildes dock Maria Stuart från hela sin skotska uppvaktning (med undantag från sin guvernant och sin barnsköterska) för att bättre lära sig tala franska, och de fyra mariorna skickades för att uppfostras hos dominikanernunnorna i Poissy under överinseende av François de Vieuxpont.
Hon återvände liksom de andra Mariorna till Skottland tillsammans med Maria Stuart år 1561. Mary Seton närvarade vid Maria Stuarts sida vid Slaget vid Carberry Hill 1567 och följde henne i fångenskapen på Loch Leven Castle. Hon hjälpte Maria Stuart i dennas flykt från slottet genom att ställa sig i fönstret och låtsas vara henne. Seton följde Maria Stuart till England efter Slaget vid Langside. 
Mary Seton beskrivs som en skicklig frisör, något som noterades under fångenskapen i England. Hon hade själv två egna tjänare av olika kön i fångenskapen fram till 1571. År 1570 fängslades hennes mor i Skottland sedan hon hade skrivit till Maria Stuart för att höra sig för om sin dotters hälsa, men släpptes tack vare Elisabet I av England. 1581 förhördes Seton om Maria Stuarts hälsa, och vittnade om att den hade försämrats i fångenskapen. Hon mottog ett frieri av Andrew Beaton, Stuarts hovmästare, men eftersom hon hade avlagt ett katolskt kyskhetslöfte fick Beaton resa till kontinenten för att försöka få katolska kyrkan att upplösa hennes löfte. Han avled dock under resan.
Mary Seton lämnade England 1585 och gick in i klostret Saint-Pierre i Reims i Frankrike.    